# Bonne de Carlat
Bonne de Carlat ou Bienheureuse Bonne d'Armagnac, (née vers 1430, décédée en 1462), fille de Bernard VIII d'Armagnac, vicomte de Carlat et d'Éléonore de Bourbon-La Marche.
Elle était la sœur du "Pauvre Jacques", décapité en 1477, et de Jean, abbé d'Aurillac

## Sa vie
Grande figure du Carladez, elle habita au château de Carlat de 1434 à 1454, faisant le bien autour d'elle, s'occupant tout particulièrement de secourir les femmes pauvres de la région. Elle prit le voile des Clarisses à Lézignan où elle mourut âgée d'environ vingt-cinq ans. Elle avait contribué au développement du couvent de Sainte-Claire de Boisset fondé plus d'un siècle auparavant par son aïeule Isabelle de Rodez. 
Appelée par la voix populaire la Sainte de Carlat, elle a été déclarée bienheureuse.
Elle meurt après trois années de vie monastique : « Gentiment moqueuse et toujours joyeuse. »
Sa fête est le 26 octobre.

## Sources et références